# Златан Стойков
Златан Стойков (болг. Златан Кирилов Стойков; нар. 17 березня 1951, с. Цірвариця) — болгарський військовик, генерал, начальник Генерального штабу Болгарської армії (2006-2009), начальник оборони (2009).

## Біографія
Середню освіту здобув у електропромисловому технікумі Кюстендил.
Одружений, має двох дочок, одна з яких працює в поліції.

## Освіта
- Національний військовий університет імені Васила Левски, Велико Тирново — 1973
- Військова академія імені Г. С. Раковски, Софія — 1980
- Академія Генерального штабу, Москва — 1995

## Військова кар'єра
- Командир взводу 19-го мотострілецького полку (1973–1974),
- Командувач 1-ї мотострілецької дивізії командного складу (1974-1978),
- Командир батальйону служби та безпеки (1980-1981),
- Помічник начальника оперативного відділу 1-ї армії (1981-1982),
- Старший помічник начальника відділу операцій 1-ї армії (1982-1983),
- Старший помічник начальника оперативного відділу (начальник відділу) (1984-1987),
- Заступник начальника штабу 1-ї армії (1992–1993),
- Начальник штабу Сил швидкого реагування (1998-2000),
- Командир 2-го армійського корпусу (2000-2002),
- Заступник начальника Генерального штабу ресурсів (2002–2003),
- Начальник штабу Сухопутних військ (2003–2006),
- Голова Генерального штабу БА (2006 — 12 травня 2009),
- Начальник оборони (12 травня 2006 — 7 липня 2009),
- В запасі (з жовтня 2010)

## Нагороди
- Орден «Стара Планина»